# Vitālijs Jagodinskis
Vitālijs Jagodinskis (ur. 28 lutego 1992 w Rydze) – łotewski piłkarz grający na pozycji obrońcy.

## Kariera piłkarska

### Kariera klubowa
W 2009 rozpoczął swoją karierę klubową w klubie Daugava Dyneburg, skąd wkrótce przeszedł do FK Jūrmala-VV. W lutym 2012 zasilił skład ukraińskiego Dynama Kijów. 31 lipca został wypożyczony do Howerły Użhorod. Po wygaśnięciu kontraktu z Dynamem w październiku 2016 przeszedł do węgierskiego Diósgyőri VTK. Z kolei w 2017 został zawodnikiem CSMS Jassy.

### Kariera reprezentacyjna
Od 2011 występował w młodzieżowej reprezentacji Łotwy, gdzie pełnił funkcje kapitana drużyny. W dorosłej reprezentacji Łotwy zadebiutował 3 września 2014 w wygranym 2:0 towarzyskim meczu z Armenią.